# Hurbanova Ves
Hurbanova Ves és un poble i municipi d'Eslovàquia que es troba a la regió de Bratislava, a l'extrem occidental del país, prop de la frontera amb Àustria.

## Història
La vila fou fundada el 1960.

## Demografia
| Godina             | 1994 | 2004    | 2014    | 2024     |
| ------------------ | ---- | ------- | ------- | -------- |
| Nombre de persones | 212  | 263     | 303     | 702      |
| Diferència         |      | +24,05% | +15,20% | +131,68% |

| Godina             | 2023 | 2024   |
| ------------------ | ---- | ------ |
| Nombre de persones | 682  | 702    |
| Diferència         |      | +2,93% |